# Gymnocephalus baloni
Gymnocephalus baloni или Балонов балавац је зракоперка из реда Perciformes и фамилије Percidae.

## Станиште
Станишта врсте су речни екосистеми и слатководна подручја.
Ареал овог балавца обухвата већи број држава. Врста има станиште у Немачкој, Србији, Мађарској, Румунији, Украјини, Босни и Херцеговини, Бугарској, Словачкој, Словенији, Хрватској, Молдавији и Аустрији.
Врста представља ендемитет подручја реке Дунав.

## Угроженост
Врста није глобално угрожена, и наведена је као последња брига јер има шире распрострањење.